# Whyte Seeds
Whyte Seeds är ett rockband från Göteborg som bildades 2001.

## Biografi
Gruppen albumdebuterade med 2003 års Memories of Enemies, utgiven på Stockholm Records. Från skivan släpptes Slow Motions (2003), So Alone (2003), Lost My Love (2004) och Black Key Song (2004) som singlar. Skivan följdes av turnerande i Sverige, England, Europa, Japan och USA.
Debuten följdes av 2006 års Bold as Love. På skivan hade bandet frångått det rocksound som präglade debuten till förmån för ett mer poporienterat sound. En låt med samma namn som skivan, "Bold as Love", släpptes som singel. Både albumet och singeln tog sig in på de svenska listorna.

## Medlemmar
- Axel Robach – sång
- Björn Synneby – gitarr
- Henrik Lindén – basgitarr
- Nico Janco – trummor
- Olle Hagberg – synthesizer

Flera av medlemmarna har andra projekt vid sidan om Whyte Seeds, exempelvis Nico Janco som spelar trummor i Hästpojken.

## Diskografi

### Album
- Memories of Enemies (2003)
- Bold as Love (2006)

### EP
- Slow Motions (2003)

### Singlar
- "So Alone" (promo) (2003)
- "Lost My Love" / "Got 2 Make U Mine" / "Catch Me Now" / "Lost My Love (Radio Edir)" (maxi-singel) (2004)
- "Black Key Song (Alternative Version)" / "Strange Breakfast" / "Hank's Lament: The Seventh Bardo" maxi-singel) (2004)
- "Bold as Love" / "Pretty Things" (2006)
- "Back in Town (Radio Edit)" (2006)

### Fotnoter
1. 1 2  ”Whyte Seeds”. Discogs.com. http://www.discogs.com/artist/Whyte+Seeds. Läst 19 juni 2012.
2. ↑  ”Whyte Seeds”. Kulturmejeriet. Arkiverad från originalet den 4 mars 2016. https://web.archive.org/web/20160304191754/http://www.kulturmejeriet.se/index.php/program/the-soundtrack-of-our-lives-whyte-seeds-trummor-orgel-dj/. Läst 19 juni 2012.
3. ↑  Malmqvist, Stefan (15 februari 2006). ”Whyte Seeds - Bold as Love”. Svenska Dagbladet. http://www.svd.se/kultur/musik/whyte-seeds_32492.svd. Läst 19 juni 2012.
4. ↑  Listplacering